# Grümbke-Turm

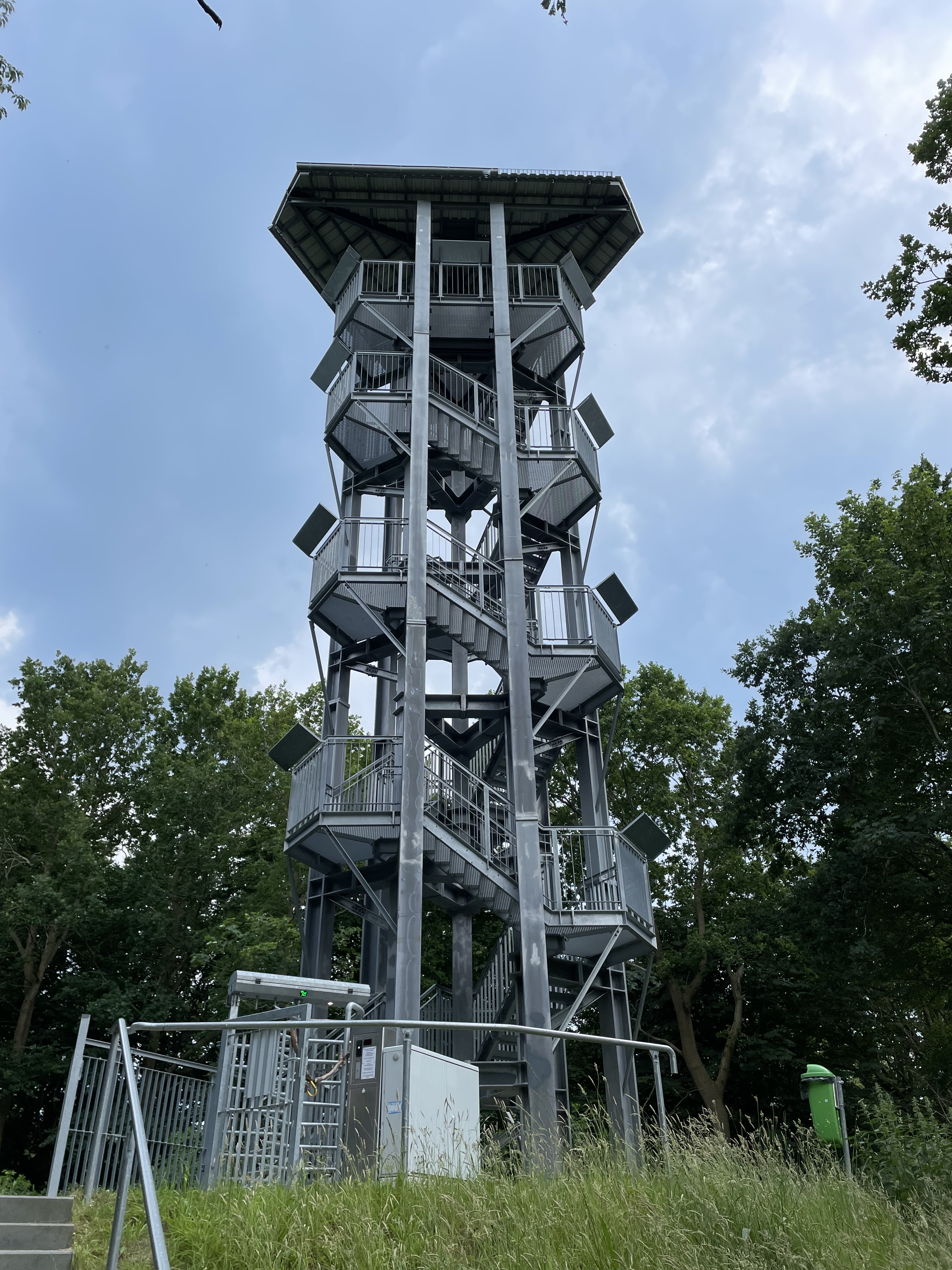
Grümbke-Turm

Der Grümbke-Turm ist ein 21 Meter hoher Aussichtsturm in Neuenkirchen, einer  Gemeinde im Landkreis Vorpommern-Rügen in Mecklenburg-Vorpommern. Er ist nach dem Rügener Heimatforscher Johann Jacob Grümbke benannt.

## Lage
Die Kreisstraße 5 führt von Süden kommend in nördlicher Richtung zum Gemeindezentrum. Von ihr zweigt eine Straße in östlicher Richtung zum Neuenkirchener Ortsteil Laase ab. Südöstlich dieser Kreuzung befindet sich die Anhöhe Hoch Hilgor, auf der der Turm errichtet wurde.

## Geschichte
Überlieferungen zufolge liebte Grümbke die Aussicht von der Anhöhe Hoch Hilgor. In seinem Werk Streifzüge durch das Rügenland aus dem Jahr 1805 schwärmte er von der Aussicht, die er von der Anhöhe erblicken konnte. Doch erst 1994 entstand aus Holz für 110.000 DM ein 15,5 Meter hoher Aussichtsturm, der von den Einheimischen nach Grümbke benannt wurde. Das Bauwerk war jedoch bereits nach 17 Jahren morsch, musste zunächst gesperrt und schließlich abgerissen werden. Zwei Jahre später entstand auf der Anhöhe ein Neubau aus verzinktem Stahl. Die Baukosten beliefen sich auf rund 700.000 Euro, davon trug die Gemeinde rund 160.000 Euro. Die Gesamthöhe beträgt rund 50 m ü. NHN Meter.

## Nutzung
Der Turm ermöglicht bei guter Sicht einen Blick von Kap Arkona über die Halbinsel Jasmund, den Großen Jasmunder Bodden, die Stadt Bergen auf Rügen, Südrügen bis Stralsund sowie Hiddensee, Wittow und Liddow. Am Fuße des Turms befindet sich ein kleiner Parkplatz. Eine Anbindung an den ÖPNV besteht nicht; der Turm ist nicht barrierefrei. Am Aufstieg informiert ein Walderlebnispfad über die Tierwelt der Region.